# Płaszcz mózgu (anatomia ptaków)
Płaszcz mózgu (łac./ang. pallium) – część kresomózgowia. U ptaków jest stosunkowo dobrze rozwinięta, ma również unikalną budowę, inną niż u pozostałych kręgowców. 
W 2002 na konferencji w Duke University przyjęto nową nomenklaturę neuroanatomii ptasiego mózgowia, według której podział ptasiego pallium przedstawia się następująco:
- Płaszcz (pallium):
  - kora gruszkowata
  - opuszka węchowa
  - hipokamp
  - corticoid area
  - hyperpallium
    - apicale
    - intercalatum
    - densocellulare

  - mesopallium
    - dorsale
    - ventrale

  - nidopallium
    - pole L2
    - entopallium
    - nidopallium basorostralis

  - arcopallium
  - amygdaloid complex
    - posterior amygdala
    - nucleus taeniae
- Subpallium:
  - prążkowie (striatum)
    - lateral striatum
    - medial striatum

  - pallidum
    - gałka blada
    - ventral pallidum